# East Winch
East Winch – wieś w Anglii, w hrabstwie Norfolk, w dystrykcie King’s Lynn and West Norfolk. Leży 55 km na zachód od Norwich i 142 km na północ od Londynu.
Miejscowość liczy 782 mieszkańców.